# 於久の方 (松平広忠側室)
於久の方（おひさのかた、生没年不詳）は、戦国時代の女性で、松平広忠の妻とされる人物。
子に松平忠政 (松平広忠の子)、樵暗恵最がいる。

## 略歴

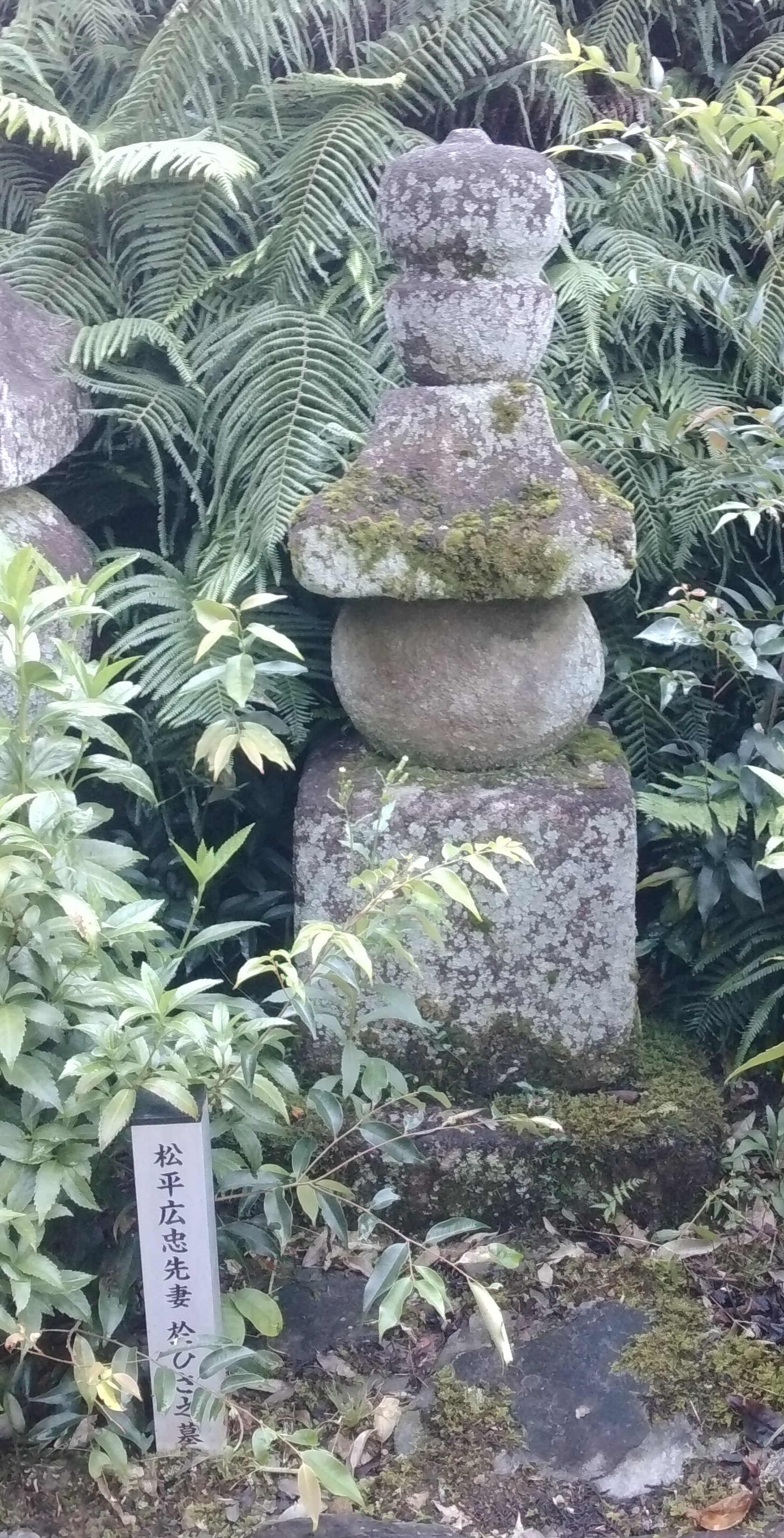
岡崎市法蔵寺の於久の方の墓

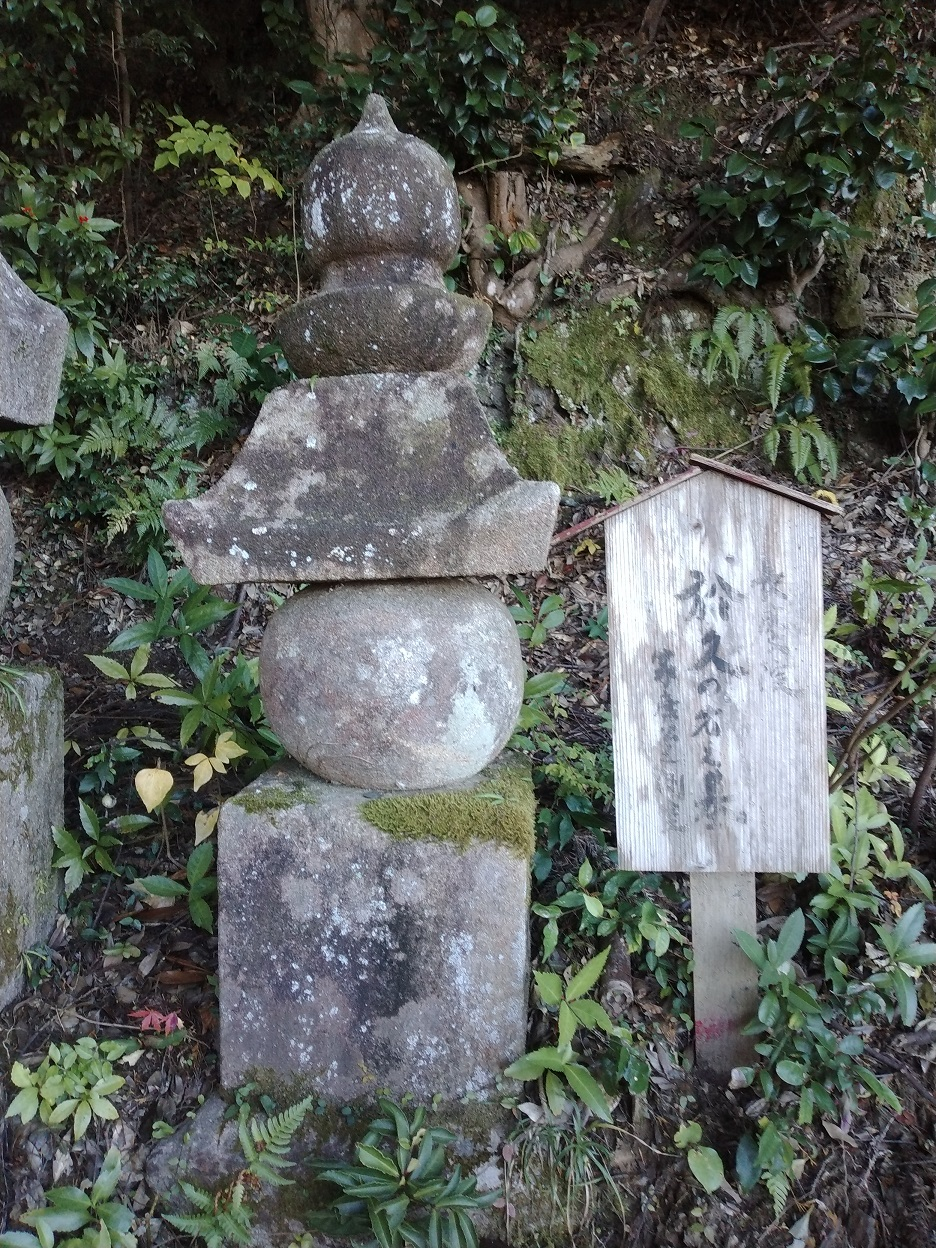
岡崎市広忠寺の於久の方の墓

大給松平家松平乗正の娘で松平広忠の側室となる。
天文10年（1541年）松平忠政を産んだ。墓所は広忠寺（岡崎市）
その実在性について『寛政重修諸家譜』では大給松平家の記録にないという理由から否定的である 。